# Estero Collico
Estero Collico es un curso de agua ubicado en el sector cordillerano de la comuna de Panguipulli, en la región de los Ríos, Chile. 

## Trayecto
El Estero Collico es un estero que nace en la ladera suroeste del Volcán Villarrica y fluye en dirección suroeste. En su curso inferior, cruza la ruta T-243.S que une las localidades de Coñaripe y Lican Ray y vierte sus aguas al Lago Calafquén En sus proximidades se encuentra la localidad de Pucura.

## Población, economía y ecología

### Riesgos volcánicos
El área que cubre la totalidad del sector comprendido entre el Estero Collico, el Estero Nilfe, hasta el Estero Comonahue correspondiente a la Playa Pucura, está considerada como una zona con 'Peligro Moderado' de verse afectada por lavas y por lahares durante las erupciones del volcán Villarrica cuando estas se originen en el cono y/o en el cráter principal del volcán o por cráteres adventicios ubicados en la ladera suroeste. Esto incluye todo el sector de Playa Pocura hasta la desembocadura del Estero Comonahue incluido un tramo de la ruta T-243-S. Esto podría ocurrir en caso de erupciones de mayor volumen o de mayor duración que aquellas documentadas en los últimos 450 años. En el Mapa de Peligros del Volcán Villarrica este sector se encuentran bajo clasificación (MLI).
Igualmente, en la parte superior de esta zona puede verse afectada seriamente por caída de piroclastos de 3,2 hasta 1,6 cm de diámetro, con un máximo de entre 10 a 30 cm de espesor de los depósitos.